# اندیس باشکند
باشکند یک اندیس فلزی است که در  استان آذربایجان غربی قرار دارد و مادهٔ معدنی موجود در آن، طلا است.  در این اندیس، پاراژنز‌های ارسنیک یافت می‌شوند.